# Texas (groupe)
 (février 2022).
Si vous disposez d'ouvrages ou d'articles de référence ou si vous connaissez des sites web de qualité traitant du thème abordé ici, merci de compléter l'article en donnant les références utiles à sa vérifiabilité et en les liant à la section « Notes et références ».
Pour les articles homonymes, voir Texas (homonymie).
Texas est un groupe de pop rock écossais fondé en 1985 à Glasgow (Écosse). Il a débuté sur scène en mars 1988, à l’université de Dundee. En hommage au film Paris, Texas (1984) de Wim Wenders, le groupe choisit comme nom « Texas ». Leur musique est passée d'un son blues rock sur leur premier album Southside (1989) au disco pop sur leur album Red Book (2005).

## Biographie
Texas a été formé en décembre 1985 par la chanteuse Sharleen Spiteri, le guitariste Ally McErlaine, le bassiste Johnny McElhone, ancien membre des Altered Images puis de Hipsway, et le batteur Stuart Kerr, ancien de Love and Money. Leur nom fait référence au film Paris, Texas de Wim Wenders, sorti en 1984. Leur première représentation a eu lieu en mars 1988 à l'Université de Dundee en Écosse. La chanteuse Sharleen Spiteri est l'égérie et le principal visage du groupe et participe à l'écriture de nombre de chansons, aux côtés de Johnny McElhone.
Le groupe s'est fait connaître en 1989 avec le single I Don't Want a Lover, extrait de leur premier album Southside. Ce dernier s'est vendu à deux millions d'exemplaires à travers le monde. Les albums suivants, Mother's Heaven (1991) et Ricks Road (1993), rencontrèrent moins de succès mais atteignirent malgré tout le Top 10 dans plusieurs pays européens. En 1997, l'album White On Blonde fut classé n° 1 au Royaume-Uni. Leur cinquième album, The Hush, sorti en 1999, se classa lui aussi à la première place des charts britanniques. Les deux singles In Our Lifetime et Summer Son parvinrent dans le Top 5 au Royaume-Uni et rencontrèrent un grand succès en Europe. En 2000, la compilation The Greatest Hits agrémentée de titres inédits se vendit à plus de cinq millions d'exemplaires. Le clip de In demand est l'occasion pour le groupe de créer une scène de tango pour le moins torride entre Sharleen, la chanteuse, et l'acteur Alan Rickman, dans une station essence … Careful What You Wish For (2003) atteignit la 5e place des charts britanniques, mais les singles Carnival Girl et I'll See It Through ne purent égaler les performances de leurs prédécesseurs. Entre l'album Red Book, édité en 2005, et le suivant, The Conversation, sorti en 2013, 8 années se seront écoulées.  Jump on Board sort en 2017. Le dernier en date, Hi, sort en 2021.
Sharleen Spiteri a été invitée à chanter avec Till Lindemann du groupe de metal industriel allemand Rammstein sur 'Stirb nicht vor mir (Don't die before I do)'.
Le groupe Texas participe au RFM Music Show à Levallois en juin 2021 et au France Bleu Live à la Maison de la Radio et de la Musique à Paris en novembre 2021.
En 2024, le groupe revisite ses principaux titres avec le pianiste Spooner Oldham lors d'un enregistrement dans le légendaire Fame Recording Studio à Muscle Shoals en Alabama. 

## Membres
Formation actuelle
- Sharleen Spiteri, chant, guitare et piano et clavier
- Ally McErlaine, guitare principale
- Johnny McElhone, basse
- Eddie Campbell, clavier (depuis 1986 mais officiellement à partir de 1991)
- Tony McGovern, guitare et chant (depuis 1998 mais officiellement à partir 1999)
- Catherine Myers, batterie
- Michael Bannister, clavier, piano et chant (depuis 2005)

Anciens membres
- Stuart Kerr, batterie (entre 1986 et 1990)
- Richard Hynd, batterie (entre 1990 et 1999)
- Mykey Wilson, batterie (entre 1999 et février 2001)
- Steve Washington, batterie (entre février et août 2001)

## Discographie

### Albums studio
- Southside (1989, Mercury)
- Mothers Heaven (1991, Mercury)
- Ricks Road (1993, Mercury)
- White On Blonde (1997, Mercury)
- The Hush (1999, Mercury)
- Careful What You Wish For (2003, Mercury)
- Red Book (2005, Mercury)
- The Conversation (2013, PIAS)
- Jump on Board (2017, PIAS)
- Hi (2021, BMG)

### Compilations
- The Greatest Hits (2000, Mercury)
- The BBC Sessions (2007)
- Texas 25 (2015)
- The Very Best Of 1989-2023 (2023)
- The Muscle shoals sessions avec Spooner Oldham (2024)

### Singles
- I Don't Want a Lover (1989), ressorti en 2001
- Thrill Has Gone (1989)
- Everyday Now (1989)
- Prayer for You (1989)
- Why Believe in You (1991)
- In My Heart (1991)
- Alone with You (1992)
- Tired of Being Alone (1992)
- So Called Friend (1993)
- You Owe It All to Me (1993)
- So in Love with You (1994)
- Say What You Want (1997)
- Halo (1997)
- Black Eyed Boy (1997) : La chanson, dont la mélodie est inspirée de While My Guitar Gently Weeps du groupe  Les Beatles, est un succès.
- Put Your Arms Around Me (1997)
- Say What You Want (All Day Every Day) / Insane (1998)
- In Our Lifetime (1999)
- Summer Son (1999)
- When We Are Together (1999)
- In Demand (2000)
- Inner Smile (2001)
- I Don't Want a Lover (2001)
- Guitar Song (2001)
- Carnival Girl (2003)
- I'll See It Through (2003)
- Getaway (2005)
- Can't Resist (2005)
- Sleep (2006)
- The Conversation (2013)
- Detroit City (2013)
- Dry Your Eyes (2013)
- Start A Family (2015)
- Let's Work It Out (2017)
- Tell That Girl (2017)
- Midnight (2017)
- Can't Control (2017)
- Hi (2020)
- Mr Haze (2021)
- Moonstar (2021)
- You Can Call Me (2021)
- Unbelievable (2021)
- After All (2023)